# Tetrastigma dentatum
Tetrastigma dentatum är en vinväxtart som först beskrevs av Bunzo Hayata, och fick sitt nu gällande namn av Li. Tetrastigma dentatum ingår i släktet Tetrastigma och familjen vinväxter. Inga underarter finns listade i Catalogue of Life.